# Но Су Джин
Но Су Джин (кор. 노수진; 10 января 1962, Республика Корея) — южнокорейский футболист, играл на позиции полузащитника.
На протяжении всей клубной карьеры играл за «Чеджу Юнайтед», также выступал за национальную сборную Южной Кореи.

## Клубная карьера
Во взрослом футболе дебютировал в 1986 году выступлениями за команду клуба «Чеджу Юнайтед», в котором играл до 1993 года, до завершения профессиональной футбольной карьеры игрока.
После завершения карьеры игрока тренировал институтские футбольные команды.

## Выступления за сборную
В 1985 году дебютировал в официальных матчах в составе национальной сборной Южной Кореи. Провел в форме главной команды страны 28 матчей, забив 5 голов.
В составе сборной был участником чемпионата мира 1986 года в Мексике (выходил на поле в одной игре группового этапа), а также чемпионата мира 1990 года в Италии, на котором принял участие в двух матчах группового турнира, которые стали последними в его карьере в сборной.